# Captura de doble electrón
La Captura de doble electrón es un modelo de descomposición radiactiva del núcleo atómico.
Para un nucleido (A, Z) con un número de nucleones A y número atómico Z, la captura de doble electrón sólo es posible si la masa del nucleido de (A, Z-2) es menor.

En este modo de desintegración, dos de los electrones orbitales (en general en el nivel de energía K) son capturados por dos protones en el núcleo, formando dos neutrones. Dos neutrinos son emitidos en el proceso. Ya que los protones son cambiados a neutrones, el número de neutrones aumenta en 2, el número de protones Z disminuye en 2, y el número de masa atómica A permanece sin cambios. Cambiando el número de protones, la doble captura de electrones transforma el nucleido en un nuevo elemento.
Ejemplo:
| 130 56Ba | + | 2 e− | → | 130 54Xe | + | 2 ν e |

En la mayoría de los casos, este modo de desintegración está enmascarado por modos más probables (captura de un solo electrón, etc.), pero cuando todos estos modos están prohibidos o fuertemente suprimidos, la captura de doble electrón se convierte en el modo principal de desintegración. Existen 35 isótopos naturales que pueden sufrir doble captura de electrones.  Hay, sin embargo, sólo tres observaciones confirmadas de este proceso (para kriptón-78, bario-130 y xenón-124). Una razón es que la probabilidad de captura de doble electrón es enormemente pequeña (las predicciones teóricas de vida media para este modo se encuentra muy por encima de 1020 años). Una segunda razón es que las únicas partículas detectables creadas en este proceso son rayos X y Electrones Auger que son emitidos por la capa atómica excitada. En el rango de sus energías (~1-10 keV), el fondo suele ser alto. Por lo tanto, la detección experimental de la captura de doble electrón es más difícil que la de doble desintegración beta.
La doble captura de electrones puede ir acompañada de la excitación del núcleo hijo. Su desexcitación, a su vez, va acompañada de una emisión de fotones con energías de cientos de keV.
Si la diferencia de masa entre los átomos madre e hija es superior a dos masas de un electrón (1.022 MeV), la energía liberada en el proceso es suficiente para permitir otro modo de desintegración: captura de electrones con emisión de positrones. Ocurre simultáneamente con la doble captura de electrones, su relación de ramificación dependiendo de las propiedades nucleares. Cuando la diferencia de masa es superior a cuatro masas de electrones (2,044 MeV), se permite el tercer modo —doble caída de positrones—. Sólo 6 nucleidos naturales (que datan de mayo de 2018) pueden descomponerse a través de estos tres modos simultáneamente.

## Captura de doble electrón sin neutrinos
El proceso descrito anteriormente con la captura de dos electrones y la emisión de dos neutrinos (doble captura de dos neutrinos) está permitido por el Modelo Estándar de física de partículas: no se violan las leyes de conservación (incluyendo número leptónico). Sin embargo, si el número de leptones no se conserva, o si el neutrino es su propia antipartícula, puede ocurrir otro tipo de proceso: la llamada captura de doble electrón sin neutrinos. En este caso, dos electrones son capturados por el núcleo, pero los neutrinos no son emitidos.  La energía liberada en este proceso es transportada por una radiación de frenado interna de rayos gamma. Este modo de decadencia nunca ha sido observado experimentalmente, y estaría en contradicción con el Modelo Estándar si se observara.
Ejemplo:
| 130 56Ba | + | 2 e− | → | 130 54Xe |